# La adoración del nombre de Dios
La Adoración del Nombre de Dios o La Gloria (1772)  es una pintura al fresco de Francisco de Goya que decora el techo del coreto de la Basílica de Nuestra Señora del Pilar de Zaragoza.
Tras su vuelta de un viaje de formación a Italia en 1771, Goya recibió el encargo de decorar al fresco la bóveda del coreto de la Basílica del Pilar en Zaragoza, con una pintura sobre la adoración del nombre de Dios. El pintor aragonés demostró con ella conocer y dominar la técnica de la pintura al fresco, si bien sus honorarios fueron menores que los de otros artistas a los que se adjudicó obras artísticas de decoración con pinturas al fresco de las bóvedas de la Basílica del Pilar. Así, Goya recibió 15.000 reales frente a los 25.000 (más los gastos) que cobró Antonio González Velázquez.

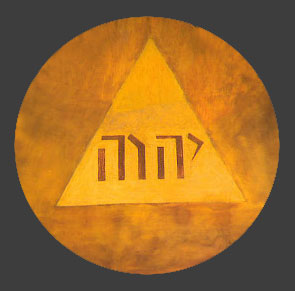
"El nombre de Dios", YHWH (יהוה) en triángulo, detalle de La Gloria.

De la obra se conservan varios bocetos y dibujos preparatorios que muestran mayor atrevimiento que el que presenta la obra en la actualidad, si bien es necesario considerar que esta ha sido objeto de cuatro restauraciones (en 1887, 1947, 1967 y 1991). En ellos, Goya planteaba una composición de gran contraste en el colorido y la iluminación con un gran dinamismo, mayor que el que se contempla en el resultado definitivo.
En su ejecución final, la obra involucra características propias la pintura religiosa católica tardobarroca. Se disponen dos grupos de ángeles de modo de prácticamente enmarcar al foco luminoso central donde figura el símbolo de Dios padre: un triángulo equilátero, que en este caso presenta Su nombre inscrito en hebreo, formando así el tetragrámaton—"יהוה".
El triángulo empleado por Goya tiene connotaciones tanto judías como cristianas, sugiriendo el componente divino de la Estrella de David así como también la noción de Santísima Trinidad. 
Los grupos de ángeles están situados a alturas diferentes y, conjuntamente con el movimiento que producen las ondas de las nubes, generan una línea de composición en aspa. El propósito de Goya fue situar las líneas de fuerza de modo tal que se crucen en el centro de la composición. La cual esto se logra en la parte superior de la misma.